# Piaristenkirche
Piaristenkirche («Maria Treu») er en kirke som ligger i Wiens ottende distrikt, Josefstadt. 
48°12′37.9″N 16°20′57.4″Ø / 48.210528°N 16.349278°Ø
Kirken blev påbegyndt i 1716 efter planer fra Lukas von Hildebrandt, som kirke for piaristene. Den blev færdigbygget i 1753. Inde i kirken er der en fresko af Anton Maulbertsch. 

## Links
- www.mariatreu.at